# Pere Sanglada

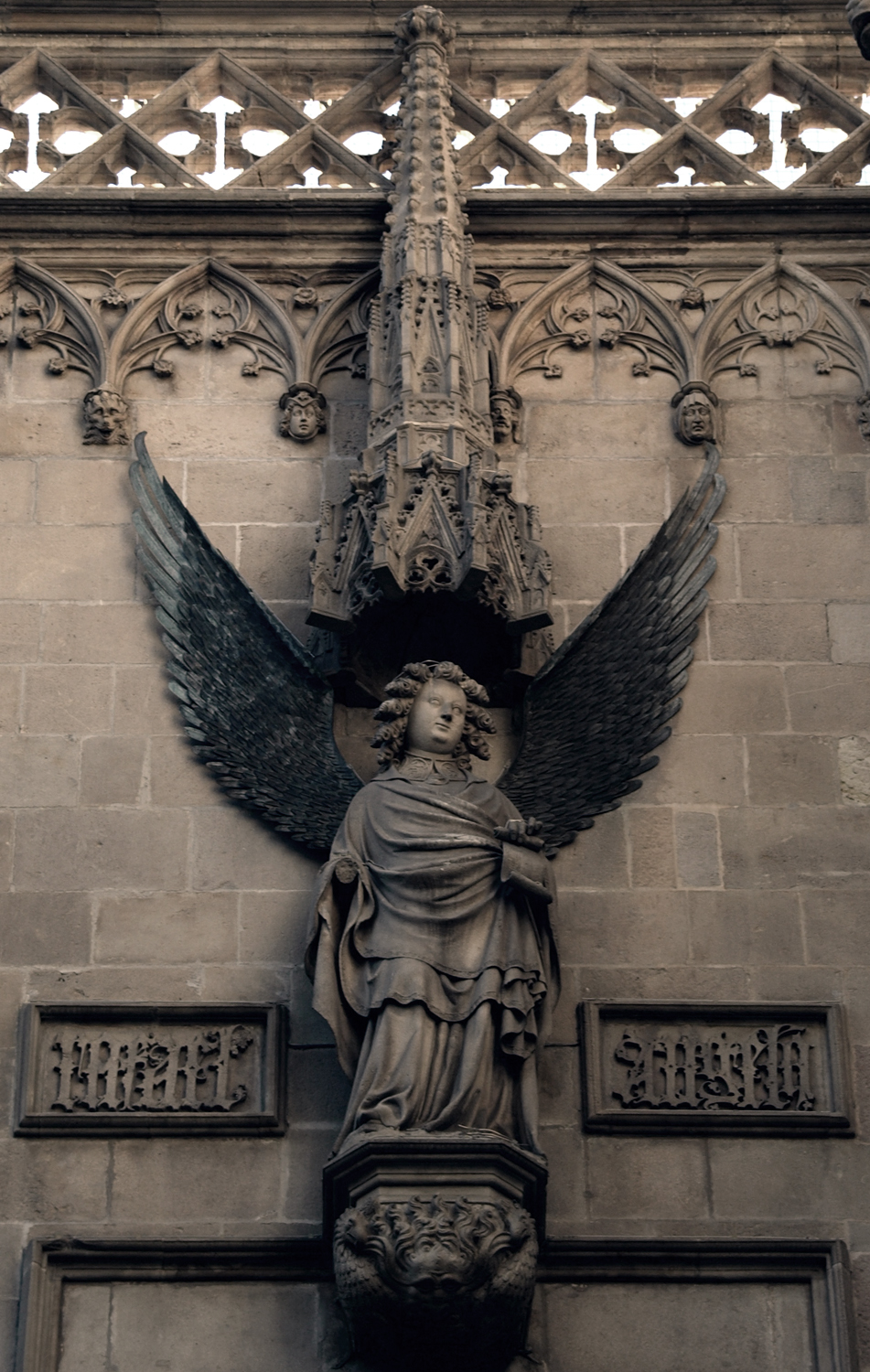
Arcàngel Sant Rafael a la façana gòtica de l'ajuntament de Barcelona

Pere Sanglada o Pere Ça Anglada (? - 11 de març de 1408, Barcelona) fou un escultor molt actiu a Barcelona a la fi del segle xiv. Es creu que es va formar a Girona sota les ordres de Pere Morei.
Entre les seves obres, la més important va ser el cadirat del cor de la catedral de Barcelona, començada l'any 1394 i finalitzada el 1399. El van enviar, per ordre del capítol de la catedral, a visitar altres cors per França i cap al nord arribant fins a Flandes, sent a Bruges on va comprar la fusta de roure que empraria al cor de Barcelona. Una vegada de tornada del viatge, munta un taller on s'envolta dels millors artistes del moment a Barcelona, com Antoni Canet o Francesc Morata i alguns que van actuar com aprenents com Pere Oller o Llorenç Reixac, i entre tots van deixar llest tot el cadirat en quatre anys. Se li va encarregar també l'execució del púlpit, tot ell treballat amb arquitectura gòtica i amb quinze imatges a tota la seva circumferència. També hi ha en la mateixa catedral, la imatge jacent del bisbe Oleguer de Barcelona, realitzat l'any 1406, sent aquesta la seva darrera obra documentada.

## Obres atribuïdes
- Sepulcre del bisbe Bertran de Mont-rodon (~1384) de la Catedral de Girona
- Cadirat del cor de la catedral de Barcelona
- Trona de la catedral de Barcelona
- Grup de l'Anunciació a l'escala de la trona de la catedral de Barcelona.(Grup també atribuït a Jordi de Déu)
- Imatge de pedra de sant Andreu, capçalera del Saló de Cent a la Casa de la Ciutat de Barcelona
- Imatges de la Mare de Déu i santa Eulàlia, capçalera del Saló de Cent- Desaparegudes al segle XVIII
- Imatge jacent de sant Oleguer catedral de Barcelona
- Mare de Déu amb el Nen, actualment al Museu Diocesà de Tarragona
- Arcàngel Sant Rafael, de l'any 1400, façana gòtica de l'Ajuntament de Barcelona.
- Llosa sepulcral del bisbe de Sogorb Francesc de Riquer pel convent de Framenors de Barcelona. Desapareguda